# گروه کلدا
گروه کلدا (انگلیسی: Kelda Group) شرکت برق بریتانیایی است، که در سال ۱۹۸۹ تأسیس شد.